# Вилијам Јозеф Блазковиц
Вилијам Јозеф „Б.Ј." Блазковиц (енгл. William Joseph Blazkowicz) је фиктивни карактер, протагониста Волфенштајн серијала о алтернативној историји борбе против фашизма, који стартује Волфенштајном 3Д (енгл. Wolfenstein3D) видео игром из 1992. године. Амерички шпијун, Пољског и Јеврејског порекла, обучен је за соло мисије иза непријатељских линија. Као додатак борби против регуларне Нацистичке армије, он се често среће са бизарним и застрашујућим Нацистичким експериментима која имају повезаност са биохемијским оружјем и разним мрачним појавама.

## Биографија
Блазковиц је рођен Августа 1911. у савезној држави Тексас, Сједињене Америчке државе. Отац Рип Блазковиц (енгл. Rip Blazkowicz) је вукао Пољске корене, док је мајка Зофија Блазковиц (енгл. Zofia Blazkowicz) вукла Јеврејске корене. За време Другог светског рата Блазковиц постаје наредник у Америчкој армији ренџера, пре него што буде регрутован као тајни агент Америчке канцеларије тајних акција (ОСА), фикционална верзија Канцеларије за стратегијске акције, која га шаље у истраживање наводних спекулација о мрачним активностима Трећег рајха СС паранормалне дивизије (инспирисана Ахенрбе иститутом и Тул друштвом). Блазковиц је велики, мускулатуран мушкарац са смеђом косом и плавим очима. Висок је 191 центиметар, а тежио је око 111 килограма. Оригинална временска линија наводи да после Другог светског рата, тачније 1951. године, Блазковиц жени Јулију Марију Петерсен (енгл. Julia Marie Peterson) и добија сина по имену Артур (енгл. Arthur), који се касније венчава са Сузан Елизабет МекМајкл (енгл. Susan Elizabeth McMichaels) и  они добију сина који носи име свог деде. Касније је постао протагониста као Били Блејз (енгл. Billy Blaze) у "Командант Кен" (енгл. Commander Keen) серијалу. Били Блејз касније постаје отац Дум Човеку (енгл. Doom Guy), протагонисти Дум серијала.У „МаchineGames" временској линији, Блазковиц се жени са Ањом Олив (енгл. Anya Oliwa), затим постаје отац две близнакиње, Џеси и Зофије (енгл. Jessie and Zofia), које су наставиле борбу против нациста током осамдесетих година 20. века.

## У видео-играма
Б.Ј. Блазковиц је ушао у Волефнштајн серијал са Волфенштајном 3Д (енгл. Wolfenstein3D) из 1992. године. Комична серија креирана за промоцију Волфенштајна из 2009 године, континуално прати (мало модернизована) временску линију Волфенштајна 3Д, Копље Судбине (eнг. Spear of Destiny), Return to Castle Wolfenstein и коначно Волфенштајн (касније наставак серијала у виду Волфенштајн:Нови Задатак (енгл. Wolfenstein: New Order), Волфенштајн:Стара Крв (енгл. Wolfenstein: Old Blood), Волфенштајн II: Нови Колос(енгл. Wolfenstein: New Colossus) и Волфенштајн: Млада Крв (енгл. Wolfenstein: Youngblood). Мисије у којима је Блазковиц учествовао су обично садржале разне атентате на море фикционалних лидера Нацистичке Немачке армије који су били директно повезани са био-хемијско оружијем.У Волфенштајн-у 3Д, Блазковиц убија Адолфа Хитлера лично. Касније спречава нацисте да искористе Копље Судбине да би призвали Анђела Смрти у серијалу „Копље Судбине", и на крају спречивши Хајнриха Химлера у покушају васкрснућа Хајнриха I (бившег краља средњовековне Немачке, овде описан као зли маг) у повратку у замак Волфенштајн, где он исто сазнаје о плану Вишлема Штрасеа (енгл. Wilhelm Strasse) званог  „Мртвачка Глава" (енгл. Deathshead) да креира армију зомби киборга.
У Волфенштајну из 2009 године, он се поново враћа у бој против усталог Четвртог Рајха који користи високо деструктивну енергију из паралелног универзума познатог као димензија „Црног Сунца", бацајући га у поновну борбу против капетана Мртвачке Главе.
У Волфенштајну: Нови задатак ствара се нова временска линија која опажено мења послератни профил, где Капетан Блазковиц задобија повреду главе 1946. године која га ставља у вегетативно стање тела наредних 14 година у Пољској болници за неуролошке болести.1960 године Блазковиц се буди из вегетативног стања у тренутку кад је требао да буде стрељан,успева да побегне и придружује се паравојној формацији која пружа отпор Нацистима који су покорили цео свет и која укључује и његовог старог непријатеља „Мртвачку Главу".
Прича се даље наставља у Новом Колосу и која директно прати радњу из претходне верзије Волфенштајна, у којој  Блазковиц пуком срећом преживљава повреде задобијене од гранате у финалној борби, али је на крају евакуисан уз помоћ Ање Олив и осталих бораца Креишау (енгл. Kreisau) покрета под командом Каролине Бекер (енгл. Caroline Becker). Блазковиц је провео следећих пет месеци у коми као резултат повреда.
На самом почетку Новог Колоса, играчи могу да искусе Блазкова сећања на непријатности и омаловажавање током његовог детињства од стране његовог оца који га је злостављао. Када се Блазковиц пробудио из коме, схвата да се налази на окупиранoj Нацистичкоj подморници Креисау, која у том моменту бива нападнута од стране нациста на челу са Фрау Енгел (енгл. Frau Engel), која је преузела командовање после смрти Генерала „Мртвачке Главе", и која већ дуже време покушава да улови Блазковица.
Пратећи историју ликвидирања нациста од стране Блазковица, он сасвим оправдано носи надимак „Терор Били" (енгл. Terror Billy), који је добио од Нациста лично, пратећи га кроз целу причу Волфенштајн серијала.
У протеклих 5 месеци, Сједињене Америчке Државе су се предале под нападима Нациста и једина нада је у Креисау покрету да сакупи људе који ће се борити против Нациста на простору Сједињених Америчких Држава. У Новом Колосу, "НПЦ" карактер Ритва Тумивара (енгл. Ritva Tuomivaara) га назива „Blazkowiczi", чинећи његово име приближно слично Финском језику, чија се имена завршавају самогласником.
У наставку серијала видео игре, под именом „Млада Крв", Блазковицу се губи сваки траг, што покреће његове ћерке близнакиње у потрагу и спашавање њиховог оца.
Волфенштајн РПГ (енгл. RPG) је постављен у алтернативној временској линији, која се бави истом битком, али уз доста мање убилачког нагона и доста више хумора, као увод у „Дум" серијал. На крају игрице, Блазковиц ликвидира претечу „Дум" чудовишта, демон којег су нацисти призвали, који је ништа друго него Сајвердемон из „Дум" серијала. Блазков потомак је наредик Стен Блазковиц (енгл. Stan Blazkowicz), протагониста „Doom RPG" и „Doom II RPG" серијала. Б.Ј. Блазковиц је требао и сам да будем главни јунак у почетном делу Волфенштајн серијала под називом „Уздизање Триада:Волфенштајн 3Д Поглавље II (енгл. Rise of the Triad: Wolfenstein 3D Part II), али је игра на крају изашла као „Уздисање Триаде", без икаквих конекција са Волфенштајн универзумом.

## Остала Појављивања
Појављује се у Немачком филму „Der Goldene Nazivampir von Absam 2-Das Geheimnis von Schloß Kottlitz" из 2005 године. Вилијам Јозеф Блазковиц, представљен од стране Данијела Крауса (енгл. Daniel Krauss), покушава да улови Нацистичке научнике у тајним лабораторијама, лоцираним у Аустријским Алпима, у мисији уништавања такозваног "оружја Чуда", које повезује чак и Дракулине кости. Улазећи у ту причу, сазнаје зле планове који се одигравају у Колтиц (енгл. Kottlitz) замку  који се косе са његовом маштом. 2007. године Франуски продуцент Самуел Хадида (енгл. Samuel Hadida), купује права и снима што реалнију адаптацију серијала. Улога састављања сценарија припала је Роџеру Еверију (енгл. Roger Avary),који је саставио сценарио Блазкове мисије у Хитлеровом тајном штабу „Вучија Јазбина" (енгл. Wolf's Lair).
Маја 2012. године, Волфенштајн 3Д прославља 20 година од изласка, играчка кућа „Bethesda Softworks" избацује бесплатан Б.Ј. скин за Хбох платформу. Стандардна маска Б.Ј. Бласковића постојала је и као скин који је могао да се преузме за Доом серијал у Хбох продавнци.
Јуна 2017. године, Блазковиц је додат као карактер у игрици „Quake Champions".Његове играчке способности су давале руковање два пиштоља у исто време и лимитирано самозацељивање.
2019. године, у филму „Дум:Уништење" (енгл. Doom:Annihilation), група маринаца путује на базу на Марсу. Прво беживотно тело које маринци проналазе у бази је индетификовано као „Вилијам Бласковић",маринац стациониран на овој бази. Као сличност Волфенштајн серијалу, његова глава је била одрезана, алудирајући на догађаје из Волфенштајна: Нови Колос, где је Блазкова одрезана глава усађена у Нацистичко синтетичко тело, ради његовoг поновног васкрснућа. Маринци који су нашли тело, отворено коментаришу о томе да његовој породици треба јавити за његову смрт, што даје нејасну референцу о његовом потомству.

## Дочек
Карактер је врло добро прихваћен и дочекан. 2008. године, сајт ИГН (енг. IGN) сврстао је Блазковица на листу карактера који би волели да виде на „ултимативној борилачкој игрици", назвавши га „војником који први прави потез у ратним играма са првим лицем", као и ултимативни „зомби убилачки" тим, од најбољих бораца против зомбија у видео играма. ИГН га је исто сврстао у топ листу „командоса" у видео играма, зато што „нема веће победе једног командоса од ликвидирања Хитлера лично", слава Блазковицу. 2012. године сајт „Гејмсрадар" (енгл. GamesRadar) му је доделио 93 место на листи најзапаженијих и утицајних протагониста у видео играма, нагласивши да „кад сами поразите Хитлера, то вас практично  чини херојем у свакој књизи". Б.Ј. је неуморно ликвидирао Нацисте кроз 3 генерације хардвера (скоро 30 година на сцени), и може бити заслужан за помоћ у промоцији нови игара у првом лицу као што су Дум(енгл. Doom) и Дјук 3Д (енгл. Duke3D).
2007. године сајт „UGO.com" је сврстао Блазковица као „правог Америчког хероја" на листи највећих војника у фиктивној реалности, такође се и помиње као и највећи Јевреј у гејминг свету: Бити син Пољских имиграната који мрзи Нацисте чини Блазковица кандидатом, али јудаизам остаје непотврђен. За све Нацисте он је смрт, тако да Б.Ј. заслужује почасну Јеврејску плакету. Сајт „Јевреј или не Јевреј"(енгл. Jew or Not Jew) је рекао да је Блазковиц „само Пољски Нацистички убица". Уредник „Котаку" (енгл. Kotaku) сајта Стефан Тотило (енгл. Stephen Totilo) написао је да постоји доста доказа у Волфенштајну Нови задатак да је Блазковиц Јеврејског порекла, што доказује његово познавање хибру писма. Када је уредник Тотило контактирао „Bethesda Softworks" кућу, добио је информацију нигде није експлицитно назначено да је Блазковиц Јеврејског порекла и девелопери „MachineGames" куће су одлучили да оставе самом играчу да пресуди његово порекло. Дизајнер Блазковог карактера Том Хал (енгл. Tom Hall), касније је потврдио да је Бласковићева мајка Јеврејског порекла.
По речима Џејсона Циприана (енгл. Jason Cipriano) из „Paramount" куће, Волфенштајн Нови Задатак изгледа као прва игра која даје свом главном протагонисти дубину, и уместо да буде само Американац који ће сломити Нацистички режим, Блазковиц изгледа као мултиетнички карактер.У самој игри Б.Ј. има доста пријатеља, интересовања и веома дубоке разлоге да свргне Нацисте са власти: овај пут не жели само да добије рат - он покушава да спасе читав свет. Ентони Џон Анђело (енгл. Anthony John Agnello) са сајта „A.V. Club" написао је да је „MachineGames" кућа тежила да „створи Блазковица као целокупно људско биће - барем као људско биће, какво може бити кад има позамшну историју убијања, што људи, што робота, животиња…" Уредник „GamesRadar" странице Рајан Таљоник (енгл. Ryan Taljonick) описао је Бласковића као врло интересантног карактера, који пружа доста занимљивих монолога са правом дозом драме, док Брајан Блум (енгл. Brian Bloom) глумац који је позајмио Блазковицу глас даје фантастичан говор који још више чини моногологе стварнијим и реалнијим. У њиховој рецензији „Новог Задатка", Ли Купер (енгл. Lee Cooper) са „Hadcore Gamer" сајта је написао „где је успех изнад основне тачке у његовој егзекуцији карактера, прецизно сам Блазковиц, који нуди дубину карактера не вишу од „преносивог тоалета", он некако успева да засија као прави вођа, као најмужевнија, најбруталнија и апсолутна Нацистичка убилачка машина."